# La Palmita, Nayarit
La Palmita är en ort i Mexiko.   Den ligger i kommunen Del Nayar och delstaten Nayarit, i den centrala delen av landet, 600 km väster om huvudstaden Mexico City. La Palmita ligger 834 meter över havet och antalet invånare är 187.
Terrängen runt La Palmita är huvudsakligen kuperad, men söderut är den bergig. Runt La Palmita är det mycket glesbefolkat, med 3 invånare per kvadratkilometer. Närmaste större samhälle är El Buruato, 12,7 km sydväst om La Palmita. I omgivningarna runt La Palmita växer huvudsakligen savannskog.